# Sidi Ahmed Benaissa
Sidi Ahmed Benaissa (franska: Sidi Ahmed Benaissa (CR), Sidi Ahmed Benaissa (Commune Rurale), arabiska: تروال) är en kommun i Marocko.   Den ligger i provinsen Sidi Kacem och regionen Rabat-Salé-Kénitra, i den norra delen av landet, 120 km nordost om huvudstaden Rabat. Antalet invånare är 8 896.